# Bazi-Brücke

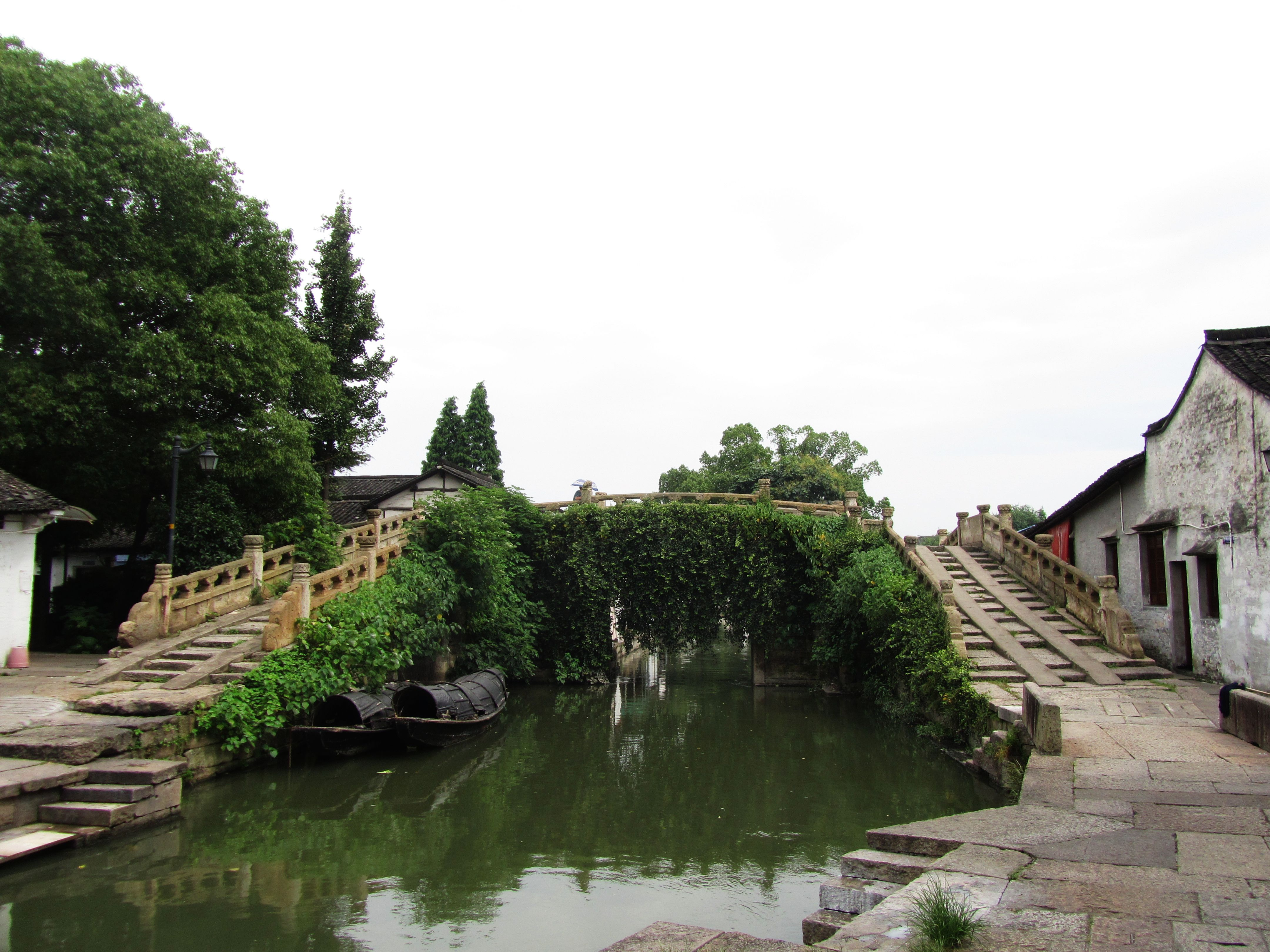
Die Bazi-Brücke vom Süden aus betrachtet. Juli 2012

Die Bazi-Brücke (chinesisch 八字桥, Pinyin Bāzì qiáo, englisch Bazi Bridge / Character Eight Bridge / etc.) in Shaoxing in der chinesischen Provinz Zhejiang ist eine Steinbrücke aus dem 13. Jahrhundert, der Zeit der Südlichen Song-Dynastie. Sie gilt als die berühmteste Brücke dieser Stadt. Ihre Form ähnelt dem chinesischen Schriftzeichen für die Zahl Acht (chinesisch 八, Pinyin bā), wie ihr chinesischer Name – wörtlich: „Schriftzeichen-Acht-Brücke“ – besagt.
Der Ortschronik Jiatai Kuaiji zhi (嘉泰会稽志) zufolge soll ihr Bau in der Jiatai-Regierungsperiode (1201–1204) des Kaisers Ningzong begonnen worden sein, und sie wurde im vierten Regierungsjahr (1256) des Kaisers Lizong umgebaut.
Sie spannt sich über drei Flüsschen und vier Straßen östlich der Zhijie-Straße, hat eine Spannweite von 4,5 m, ist 4,85 m lang und 3,2 m breit.
Die Bazi-Brücke (Bazi qiao) steht seit 2001 auf der Liste der Denkmäler der Volksrepublik China (5-301).